# Wabush (Terra Nova e Labrador)
Wabush é uma pequena cidade localizada na província canadense de Terra Nova e Labrador. De acordo com o censo canadense de 2016 a cidade tinha uma população de 1.906 habitantes.

## Clima
A cidade tem um clima frio e temperado. O volume de chuvas é bem significativo ao longo do ano. Em relação à temperatura, no mês mais quente, julho, a temperatura máxima dificilmente passa dos 18 °C. Já nos mês mais frio, janeiro, a temperatura mínima pode alcançar -22.0 °C.